# Avalpoondurai
Avalpoondurai é uma panchayat (vila) no distrito de Erode , no estado indiano de Tamil Nadu.

## Demografia
Segundo o censo de 2001,  Avalpoondurai  tinha uma população de 11,230 habitantes. Os indivíduos do sexo masculino constituem 52% da população e os do sexo feminino 48%. Avalpoondurai tem uma taxa de literacia de 63%, superior à média nacional de 59.5%; com 60% para o sexo masculino e 40% para o sexo feminino. 8% da população está abaixo dos 6 anos de idade.